# Липський Микола Костянтинович
Мико́ла Костянти́нович Ли́пський (23 серпня 1935, Верхня Хортиця — 10 вересня 2010, Запоріжжя) — український керівник оркестру та композитор, заслужений працівник культури України.

## Життєпис
1951 року після закінчення 7 класів йде працювати слюсарем-інструментальщиком на завод «Запоріжкабель». 1954 призваний до радянської армії — групи військ у Німеччині; там створює невеликий духовий оркестр.
В 1960 році проступив до Запорізького музичного училища — по класу тромбона, одночасно керував духовим оркестром на Запорізькому трансформаторному заводі, колектив ставав призером і переможцем багатьох музичних конкурсів міста й області, 1971 оркестру присвоєне почесне звання «Самодіяльний народний духовий оркестр».
Свого часу з колективом виступала Лещенко Віра Георгіївна.
1972 року на Всеукраїнському фестивалі духових оркестрів у Києві здобув золоту медаль.
В 1975 році колектив бере участь в концерті XIV з'їзду профспілок України, де здобуває диплом та лист-подяку Президії Спілки профспілок України.
1983 року колектив з концертною програмою виступав в фінському місті Лахті.
1985 року колектив під його керунком стає лауреатом телепередачі «Сонячні кларнети».
У 1986 та 1988 роках відбулися виступи в Москві та Вроцлаві відповідно, в 1988 ж році оркестр бере участь у святкуванні 150-річчя Ялти.
Протягом 1997—1999 років колектив ставав лауреатом Всеукраїнського фестивалю самодіяльних художніх колективів.
У 2000—2003 роках виводив колектив на звітні концерти Запорізької області в Києві.
Народний оркестр БК ЗТР постійно виконував твори Каліннікова Віктора Йосиповича.
Створив для оркестру:
- «Український марш»,
- «Ювілейний марш»,
- вальси — «Осені квіти»,
- «Сніжинка»,
- польку «Чобітки»,
- концертна п'єса для флейти з оркестром «Откровення»,
- концертну п'єсу «Гарячий полудень» та низку інших музичних творів.